# Cresson
Cresson (лат.) — род песочных ос из подсемейства Bembicinae (триба Nyssonini). Эндемики Чили. 3 вида.

## Распространение
Чили (Южная Америка).

## Описание
Мелкого и среднего размера осы (5—7 мм). Основная окраска чёрная с отметинами от белого до кремового цвета на лице, воротничке переднеспинки (редко отсутствует), переднеспинке, скутеллюме (редко отсутствует), ногах, субапикальных полосах на большей части тергитов, иногда на стернитах; красные отметины на брюшке отсутствуют или обширны. У обоих полов верхняя губа и основание мандибул светлые, самки с наличником светлым латерально, чёрным медиально, наличник самца полностью светлый, за исключением оранжево-коричневой губы. Cresson можно отличить от других южноамериканских ниссониновых ос по сочетанию следующих признаков: i) метатибии без зубцов, с щетинкой, которая явно возникает в результате сочленения в лунке; ii) стерниты метасомы без боковых долей (в отличие от имеющихся долей у других родов); iii) тергиты метасомы с утолщёнными задними краями и выглядят обоюдоострыми (по сравнению с простыми у других родов); iv) Υ-образным гребнем на нижней фронтальной области с загнутыми вверх парными вершинами. Признак i) отделяет Cresson от Idionysson, Metanysson, Neonysson и Zanysson, ii) отделяет его от Antomartinezius и Perisson, iii) отделяет его от Losada Pate, 1940 и Nysson и iv) отделяет его от Epinysson , Foxia и всех вышеупомянутых родов, кроме Antomartinezius и Perisson.
Предположительно, как и близкие группы клептопаразиты в гнёздах ос родов Tachysphex и Parapiagetia, которые были обнаружены в типовой местности.

## Систематика
Известно 3 рецентных вида. Род был впервые выделен в 1938 году и долгое время оставался монотипическим. Лишь в 2021 году были от крыты два новых вида этого рода. Описанные в составе Cresson подродовые таксоны Perisson  Pate, 1938 и Antomartinezius Fritz, 1955 были позднее выделены в отдельные роды. Относится к трибе Nyssonini. Род был назван в честь американского гименоптеролога Эзры Крессона (1838–1926), специалиста по перепончатокрылым насекомым (Hymenoptera).
- Cresson mariastea Packer, 2021
- Cresson parvispinosus (Reed, 1894)
- Cresson salitrera Packer, 2021